# Siemukowo
Siemukowo (ros. Семуково) – wieś (dieriewnia) w Rosji, w Republice Komi, w rejonie ust-wymskim. W 2010 liczyła 97 mieszkańców.

## Urodzeni
- Zosima Paniew – radziecki polityk.